# Moskorzew (gmina)
Moskorzew (daw. gmina Moskarzew) – gmina wiejska w województwie świętokrzyskim, w powiecie włoszczowskim. W latach 1975–1998 gmina położona była w województwie częstochowskim.
Siedziba gminy to Moskorzew.
Według danych z 30 czerwca 2006 gminę zamieszkiwało 2930 osób.

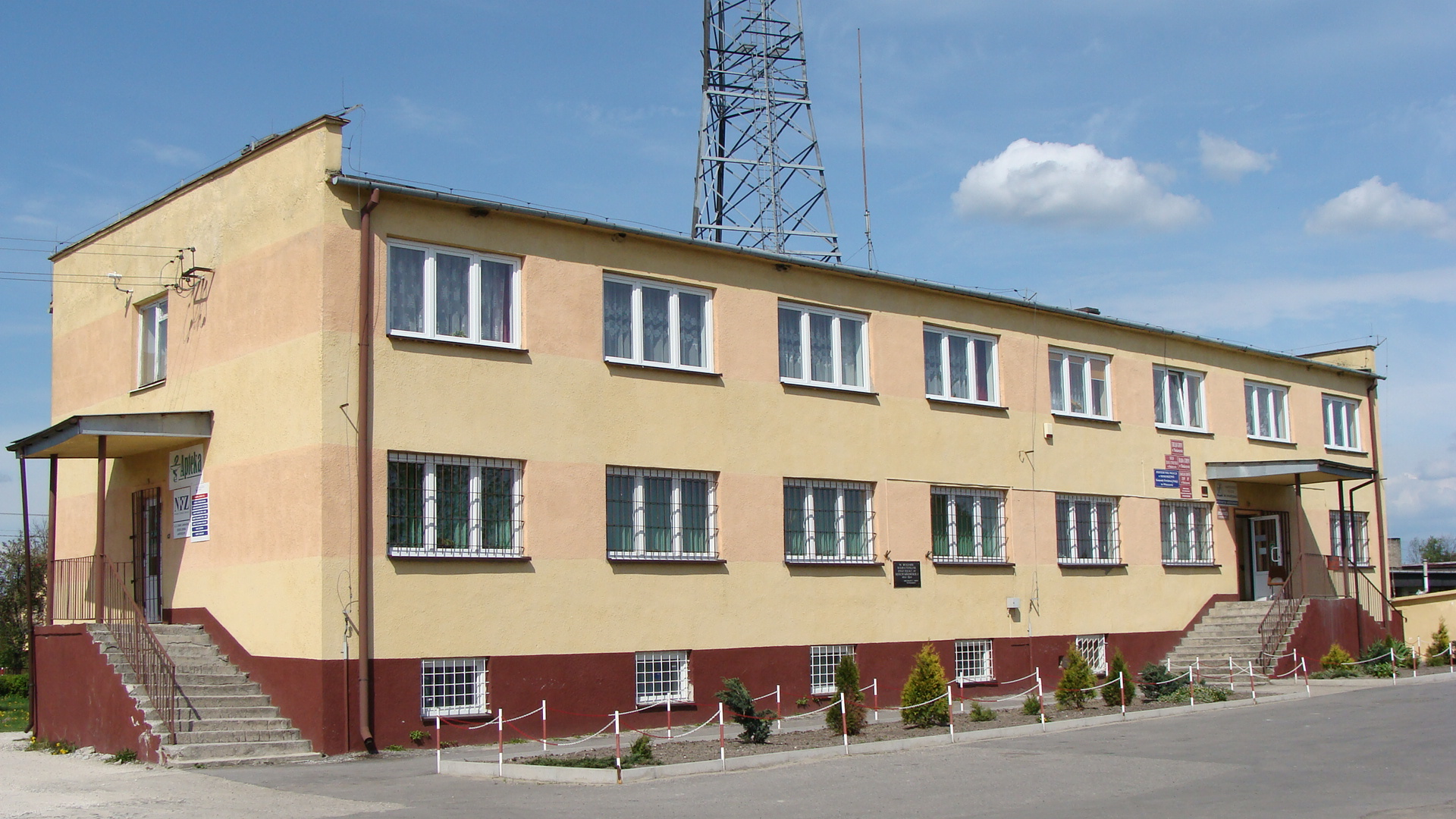
Budynek Urzędu Gminy

## Położenie
Gmina położona jest w zachodniej części województwa świętokrzyskiego przy granicy z województwem śląskim, na południowym krańcu powiatu włoszczowskiego. Zachodnia część gminy znajduje się na obszarze Niecki Włoszczowskiej, a wschodnia na Płaskowyżu Jędrzejowskim. Na obszarze gminy swoje źródła ma Biała Nida i jej dopływ Kwilinka.

## Komunikacja
Przez terytorium gminy przebiega droga krajowa 78 z Chmielnika do przejścia granicznego w Chałupkach, od której odchodzi sieć dróg powiatowych:
- z Moskorzewa do Radkowa, Tarnawej Góry, Chebdzia
- z Chlewic do Sędziszowa, Kossowa

Przez obszar gminy nie przebiegają żadne linie kolejowe. Najbliższy dworzec kolejowy znajduje się w Sędziszowie (trasa kolejowa z Kielc do Krakowa i Katowic).
Na terenie gminy znajdują się dwa przystanki PKS (w Moskorzewie i Chlewicach) obsługujące kursy dalekobieżne (z Katowic do Ostrowca Świętokrzyskiego, Starachowic, Tarnobrzega, Buska-Zdroju).

## Demografia

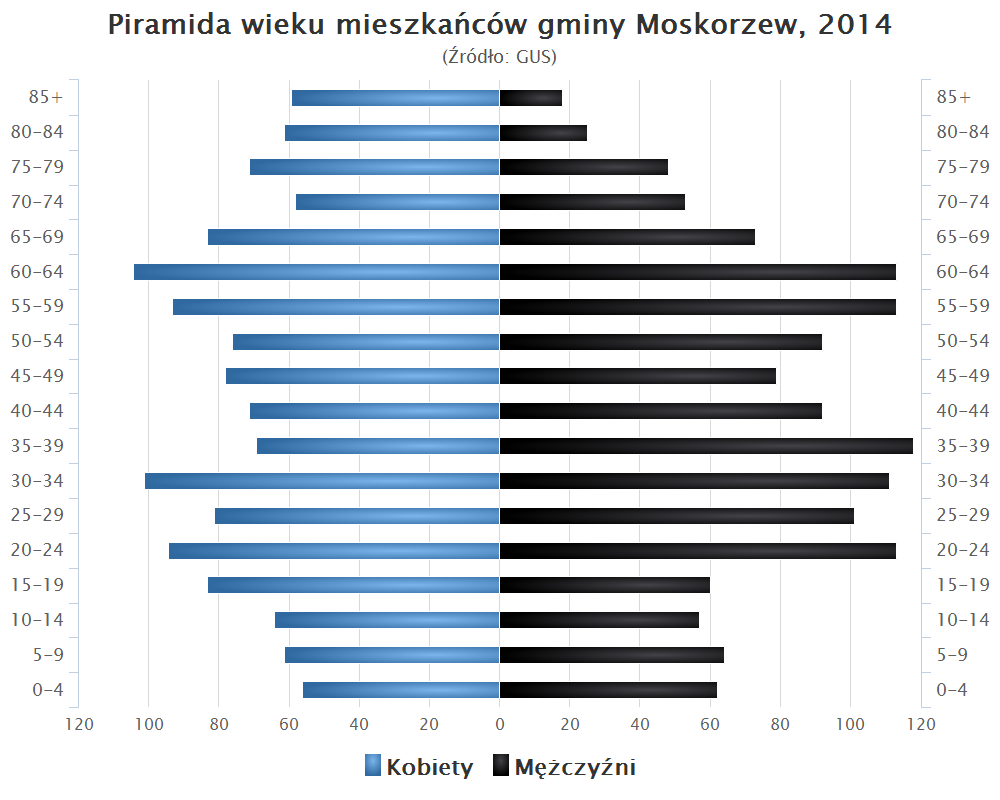
Piramida wieku mieszkańców gminy Moskorzew w 2014 roku

Dane z 30 czerwca 2006:
| Opis                              | Ogółem | Ogółem | Kobiety | Kobiety | Mężczyźni | Mężczyźni |
| --------------------------------- | ------ | ------ | ------- | ------- | --------- | --------- |
| jednostka                         | osób   | %      | osób    | %       | osób      | %         |
| populacja                         | 2930   | 100    | 1443    | 49,2    | 1487      | 50,8      |
| gęstość zaludnienia (mieszk./km²) | 41,1   | 41,1   | 20,2    | 20,2    | 20,9      | 20,9      |

| Ludność w wieku | Ogółem | Ogółem | Kobiety | Kobiety | Mężczyźni | Mężczyźni |
| --------------- | ------ | ------ | ------- | ------- | --------- | --------- |
| 0-14 lat        | 416    | 14,2%  | 211     | 7,2%    | 205       | 7,0%      |
| 15-64 lat       | 1942   | 66,3%  | 886     | 30,2%   | 1056      | 36,1%     |
| 65 lat i więcej | 572    | 19,5%  | 346     | 11,8%   | 226       | 7,7%      |

## Struktura powierzchni
Gmina Moskorzew zajmuje obszar 71,29 km². Użytki rolne zajmują 65,6% powierzchni, z czego na grunty orne przypada 54,5%, a na użytki zielone 11,6%. Lasy zajmują 27,8%. Średnia wielkość gospodarstwa indywidualnego wynosi 6,4 ha.
Gmina stanowi 7,87% powierzchni powiatu.

## Historia
- 1239 – pochodzący z Moskorzewa Jan herbu Pilawa wykonał misję poselską Bolesława Wstydliwego na Węgry
- 1334 – powstał drewniany kościół w Moskorzewie. Potwierdzone dokumentami kościelnymi istnienie parafii w Moskorzewie
- 1386–1434 – okres panowania Władysława Jagiełły; Klemens z Moskorzewa pełnił urząd podkanclerza królewskiego, uczestniczy w zakładaniu Uniwersytetu i funduje trzy prebendy w katedrze wawelskiej
- 1387 – udział rycerza Mikołaja z Moskarzewa, podkanclerza Królestwa Polskiego w orszaku królewskim Władysława Jagiełły i Jadwigi
- 1394 – podkanclerzy koronny Klemens zbudował istniejący do dziś kościół murowany w Moskorzewie
- 1408 – zmarł Klemens z Moskorzewa pełniący urząd podkanclerski w czasach Jagiełły, kasztelan sanocki, kasztelan kamieniecki; pochowany w ufundowanym przez siebie kościele w Moskorzewie
- poł. XV wieku – kolator Paweł Odrowąż, kasztelan lwowski zakłada parafię w Chlewicach
- 1466 – data rozgraniczenia wsi Chlewice i Chlewska Wola
- 1558 – Moskorzewscy zmienili kościół na zbór kalwiński
- 1562 – zbór kalwiński został zmieniony na zbór braci polskich
- 1598 – Chlewice stanowią własność Hieronima Dembińskiego, mają niekonsekrowany kościół pod wezwaniem św. Filipa i św Jakuba Apostoła
- 1626 – dziedzic Moskorzewa Remigiusz Moskorzewski funduje ołtarz św. Żołnierzy
- 1629 – konsekracja pokrytego gontem kościoła w Chlewicach, któremu patronuje św. Jakub
- 1721 – właścicielem Moskorzewa został Michał z Bogucic Bogucki
- 1780 – Moskorzew stał się własnością generała Michałowskiego
- 1794 – bitwa pod Szczekocinami; na gruntach wsi Hebdzie znajdują się dwie mogiły, w których pogrzebane są zwłoki żołnierzy kościuszkowskich; pożar kościoła i plebanii w Moskorzewie
- 1824 – Franciszek i Antonilia Dobieccy sprzedali wieś Janowi Kantemu Kowalskiemu
- 1827:
  - wieś Mękarzów zamieszkiwało 271 mieszkańców w 24 domach. Do Mękarzowa przynależały trzy folwarki: Mękarzów, Rajtary i Zagórzec
  - wieś Moskorzew liczy 206 mieszkańców zamieszkujących 31 domów
  - wieś Hebdzie zamieszkuje 70 mieszkańców w 7 domach
  - wieś Lubachowy zamieszkuje 105 mieszkańców w 15 domach
  - wieś Chlewice zamieszkuje 279 mieszkańców w 26 domach
  - wieś Tarnawa Góra zamieszkuje 158 mieszkańców w 27 domach
- 1862 – rozbiórka skromnego drewnianego kościoła w Chlewicach
- 1864 – Michał Bontoni właściciel majątków w Chlewicach i Pradle wystawia nowy, większy od poprzedniego kościół w Chlewicach
- 1893 – Słownik Geograficzny Królestwa Polskiego wymienia wieś Moskorzew jako miejscowość położoną pomiędzy wsiami Goleniowy i Chlewiska, posiadającą murowany kościół fundacji Klemensa Pilawy, urząd gminny, gorzelnię, cegielnię, młyn wodny i tartak. Znajdują się tu 52 domy mieszkalne zamieszkiwane przez 523 mieszkańców.
- 1893:
  - Tarnawa Góra obejmuje folwarki Tarnawa i Dalekie oraz wieś Tarnawa liczącą 51 osadników
  - Mękarzów zamieszkuje 369 mieszkańców, wieś posiada 35 domów
  - Moskorzew zamieszkuje 523 mieszkańców w 52 domach
  - Lubachowy zamieszkuje 169 mieszkańców w 22 domach
  - Damiany zamieszkuje 207 mieszkańców w 20 domach.
- 1892–1906 – remont kościoła przeprowadzony przez Potockich, ówczesnych właścicieli Moskorzewa

## Sołectwa
Chebdzie, Chlewice Wieś, Chlewice Kolonia, Chlewska Wola, Dalekie, Damiany, Dąbrówka, Jadwigów, Lubachowy, Mękarzów, Moskorzew, Przybyszów, Tarnawa-Góra.
Miejscowość podstawowe bez statusu sołectwa: Perzyny i Zagórze. 

## Sąsiednie gminy
Nagłowice, Radków, Słupia, Szczekociny